# Debsirindra
Debsirindra, in lingua thai เทพศิรินทร; RTGS: Thepsirin, nata principessa Ramphoei Siriwong (รำเพย ศิริวงศ์) e diventata regina Ramphoei (Bangkok, 17 luglio 1834 – Bangkok, 9 settembre 1861), fu la consorte del re del Siam Mongkut e regina-madre del successore Chulalongkorn, rispettivamente quarto e quinto sovrano della dinastia Chakri.

## Biografia

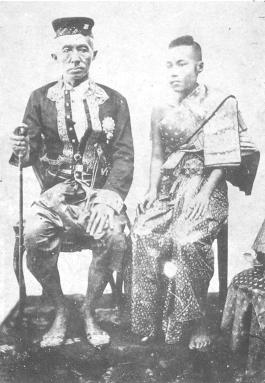
Debsirindra con re Mongkut

Nacque come principessa Ramphoei Siriwongse nel 1834 dal principe Siriwongse, figlio di re Nangklao (Rama III) e della concubina Sap, e dalla principessa Mom Noi. Era di discendenza mon. Quando il padre morì, il nonno Rama III portò lei e la sorella Phannarai al Grande Palazzo Reale, dove divennero le sue nipoti predilette.
Nel 1853, Ramphoei sposò il prozio Mongkut (Rama IV), fratellastro di Rama III e salito al trono 2 anni prima, che aveva trent'anni più di lei e le conferì il titolo Phra Ong Chao (un rango maggiore di principessa rispetto a quello che aveva avuto fino ad allora). Quello stesso anno diede alla luce il principe Chulalongkorn, che nel 1868 sarebbe succeduto a Mongkut sul trono del Siam. La consorte ufficiale di Mongkut era stata in precedenza Somanass Waddhanawathy, morta nel 1851 pochi mesi dopo il matrimonio, e Ramphoei divenne la nuova regina del Siam.
Nel paese era a quel tempo in vigore la poligamia e Debsirindra non fu la sola consorte di Mongkut. Da quando era stata fondata la dinastia Chakri nel 1782, i suoi sovrani misero al mondo molti figli per avere discendenti maschi che perpetuassero il potere della famiglia reale e molte discendenti femmine da far sposare con i figli delle più importanti famiglie dei nobili per cementare i legami con l'élite del regno ed evitare che una di queste famiglie prendesse il potere, come era successo al fondatore della dinastia stessa, Rama I, che aveva usurpato il trono siamese nel 1782. Mongkut ebbe 82 tra figli e figlie con un totale di 35 donne, tra cui regine, principesse consorti e concubine varie.

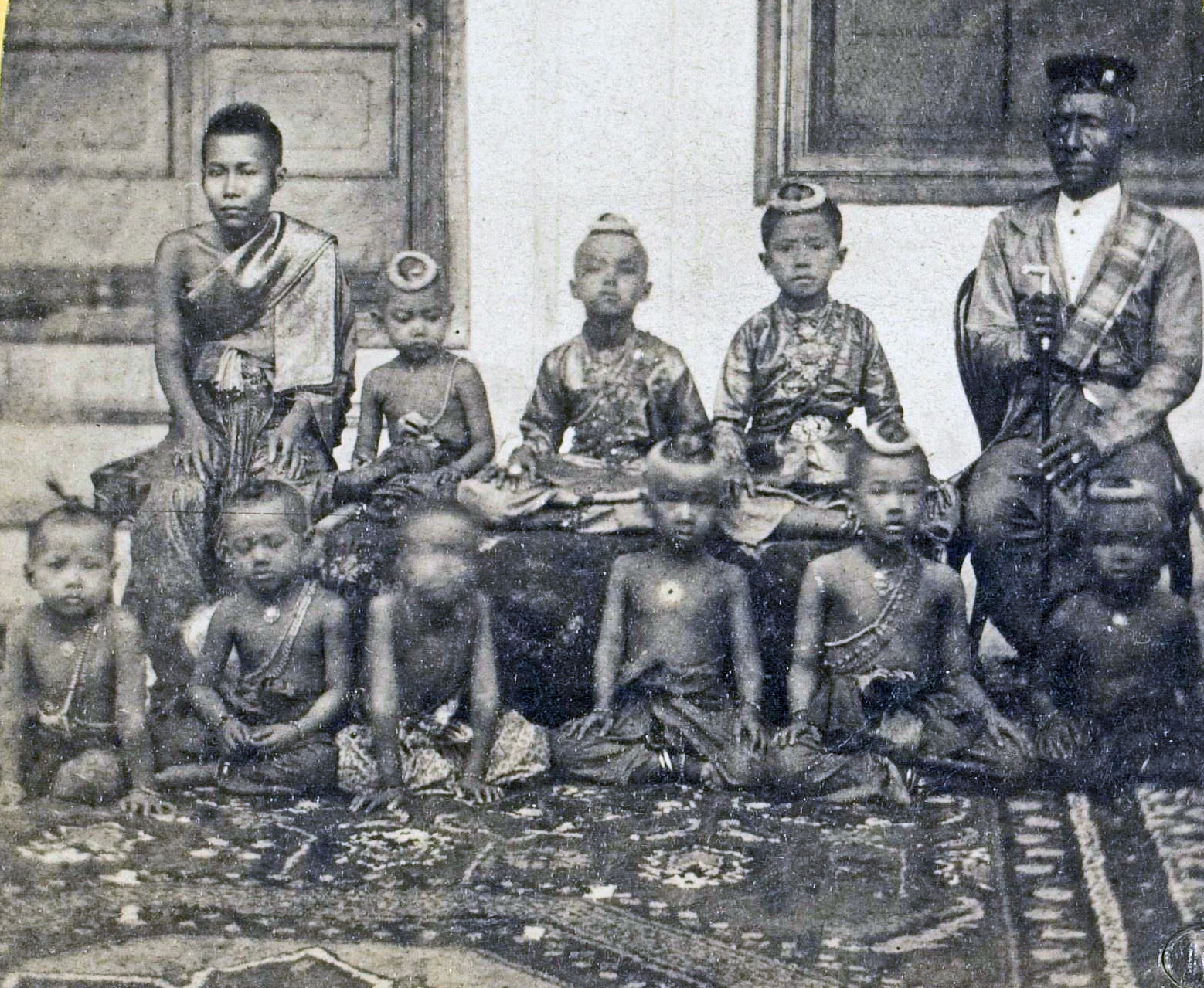
Debsirindra, a sinistra, Mongkut, a destra, e alcuni dei figli tra cui Chulalongkorn, seduto vicino al padre

Oltre a Chulalongkorn (Rama V), ebbe con Mongkut anche la principessa Chandrmondol, nata nel 1855 e morta nel 1863, il principe Chaturonrasmi (1856–1900) e il principe Bhanurangsi Savangwongse (1859–1928). La regina Ramphoei morì di tubercolosi il 9 settembre 1861 e il suo posto accanto a Mongkut fu preso dalla sorella Phannarai, più giovane di 4 anni, che sarebbe rimasta regina del Siam fino alla morte del sovrano nel 1868. Il corpo di Ramphoei fu cremato nella piazza reale Sanam Luang di Bangkok con una maestosa cerimonia nell'aprile 1862.
Quando Chulalongkorn fu incoronato re nel 1868, Ramphoei ricevette il titolo postumo di regina madre con il nome regale Debsirindramataya. Il figlio fece inoltre costruire in suo onore il Wat Thep Sirintharawat e la scuola Debsirin, uno degli istituti più antichi e prestigiosi della Thailandia. Anche il nome Debsirindra le fu assegnato postumo da re Vajiravudh (Rama VI), figlio e successore di Chulalongkorn.